# Pere Anton Veciana i Rabassa
Pere Anton Veciana i Rabassa (Sarral, 1682 - Valls, 30 de gener de 1736) fou el primer comandant en cap de les Esquadres de Catalunya, un càrrec que va exercir la seva família des de Valls per espai de més d'un segle.
Pere Anton Veciana va néixer a Sarral (avui dia part de la comarca de la Conca de Barberà) en el si d'una família pagesa benestant i es dedicà a la pagesia i a la ramaderia. El 1704, es casà amb Maria Civit i Llobera a la parròquia de les Piles. L'any 1709, s'instal·là a Valls amb la seva família en una casa del carrer del Carme. En acabar la Guerra dels catalans, el 1714, fou nomenat sotsbatlle de Valls. Tot i que durant el conflicte no es manifestà obertament a favor de cap dels dos bàndols, s'adherí al borbònic en finalitzar la guerra.
Malgrat que la tradició atribueix a Pere Antoni Veciana la fundació de les Esquadres de Catalunya, aquestes foren fundades per Francesco Pio di Savoia, capità general de Catalunya, marquès de Castel-Rodrigo, l'any 1719, quan esclatà la revolta austriacista de Carrasclet. Per a fer-hi front es va constituir una milícia de paisans armats que fou l'origen les Esquadres de Catalunya.
L'1 de juliol de 1719 Veciana va rebre el nomenament de batlle de Valls, i amb ell el de cap d'esquadra de la vila. Dos anys més tard, el 1721, la milícia va quedar reduïda tan sols a les esquadres de Cardona i de Valls, que foren reorganitzades el 1723, moment en què es creà un comandament únic per tots els seus efectius, essent nomenat en Veciana comandant en cap d'aquest cos de policia judicial militaritzada. Fou comissionat del rei a Valls i l'any 1733 va arribar a ser algutzir de la Reial Audiència de Barcelona. Fou enterrat el 30 de gener de 1736 en l'església del Carme de Valls.
Pere Antoni Veciana va associar el seu fill Pere Màrtir Veciana i Civit al càrrec de segon comandant, per tal de facilitar, davant de la Reial Audiència de Catalunya, que el succeís en el Comandament en Cap. Aquesta pràctica la mantingueren els seus descendents, que dirigiren les Esquadres des de Valls fins a l'any 1834.
Els Veciana habilitaren la casa del carrer del Carme on vivien, que anaren ampliant amb l'adquisició dels immobles veïns, fins a l'any 1783, que es traslladaren a l'antiga casa dels Dosset, una casa de família benestant que fins fa no gaire s'aixecava al carrer de Sant Antoni de Valls.